# Der goldene Schuß

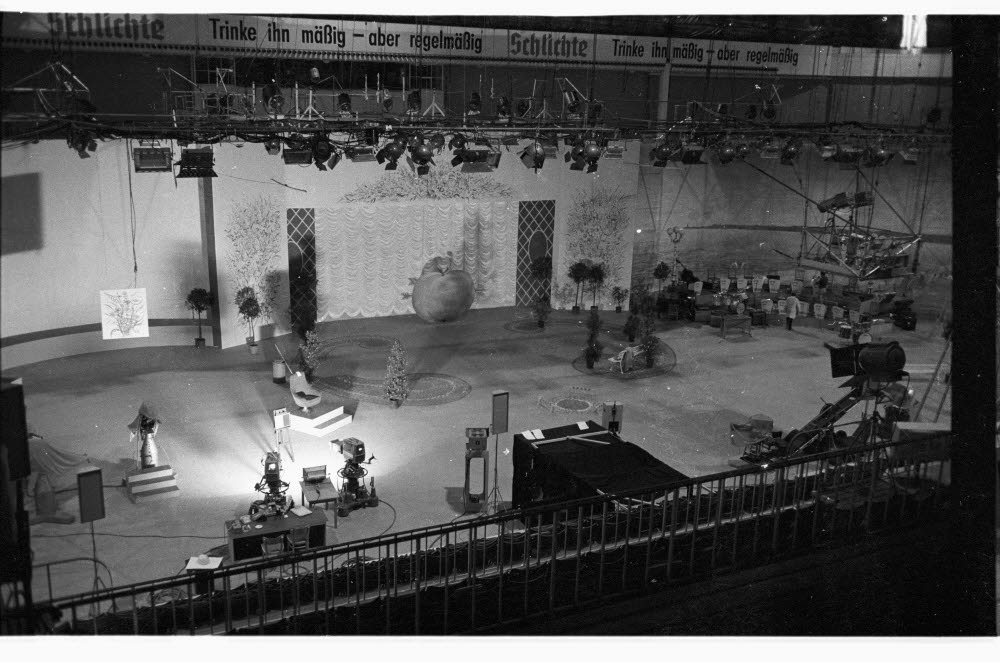
Aufzeichnung und Vorbereitungen der Spielshow in der Kieler Ostseehalle, 1968

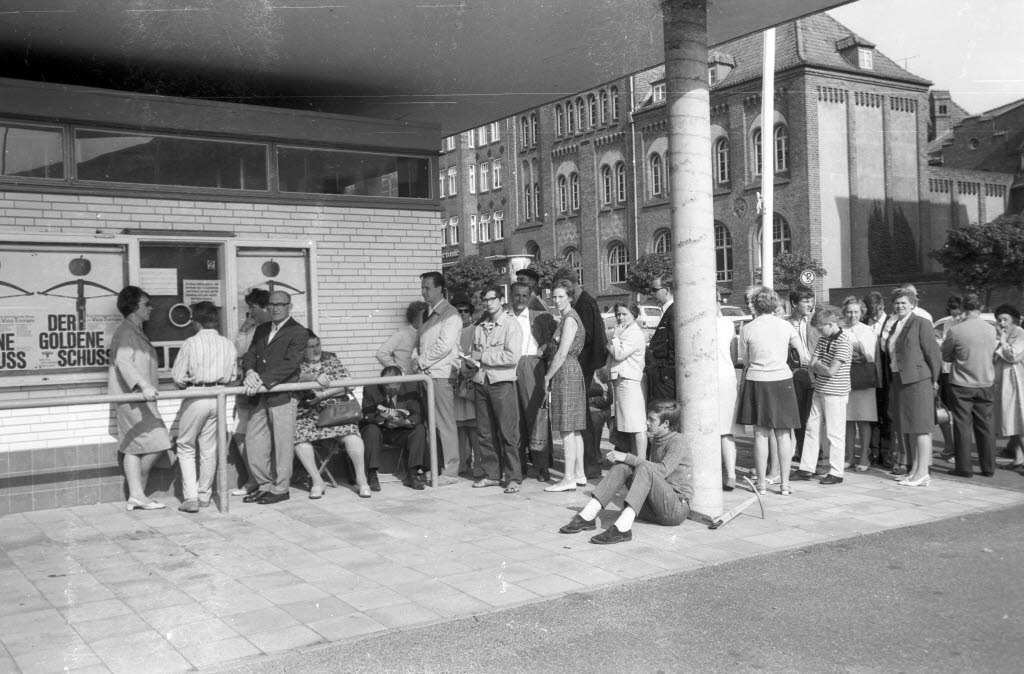
Kartenverkauf für die Aufzeichnung der Spielshow in der Kieler Ostseehalle, 1968

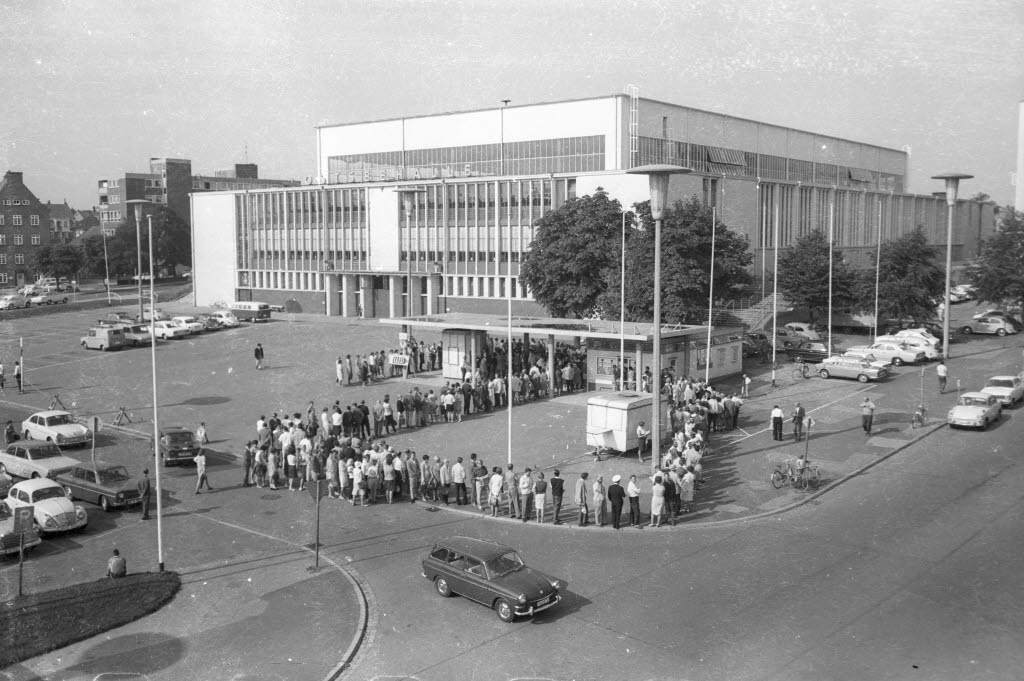
Kartenverkauf für die Aufzeichnung der Spielshow in der Kieler Ostseehalle, 1968

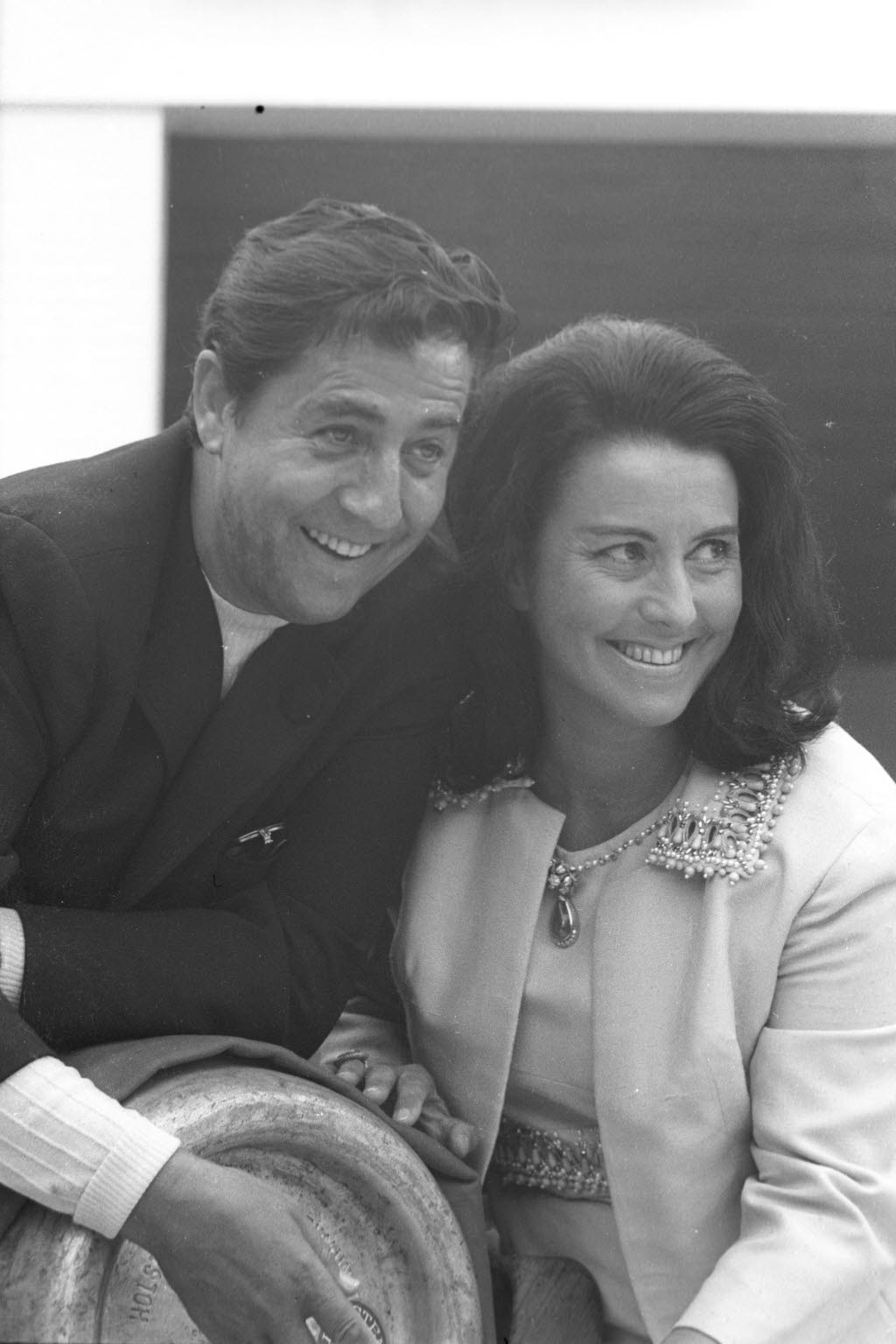
Showmaster Vico Torriani und Sängerin Lisa della Casa in Kiel, 1968

Vico Torriani als Moderator der Spielshow in Zürich, Mai 1969

Schauspielerin Lilli Palmer und Showmaster Vico Torriani in Zürich, Mai 1969

Spielshow in Zürich mit Vico Torriani, Mai 1969

Spielshow in Zürich mit Vico Torriani, Mai 1969

Teddy Stauffer zu Gast in Zürich, Mai 1969

Der goldene Schuß war eine 90-minütige Spielshow des ZDF. Als Gegenpol zu den großen Unterhaltungsshows der ARD gehörte sie zu den populärsten Fernsehshows der 1960er-Jahre und wurde zunächst von Lou van Burg moderiert, später von Vico Torriani. Als am 25. August 1967 das deutsche Farbfernsehen startete, wurde der am Abend ausgestrahlte 25. Goldene Schuss zur ersten in Farbe ausgestrahlten Show des deutschen Fernsehens.

## Entstehung
Die ARD setzte bei ihren großen Unterhaltungsshows auf Hans-Joachim Kulenkampff und Otto Höpfner. Um den beiden sehr beliebten Moderatoren etwas entgegenzusetzen, engagierte das ZDF neben Peter Frankenfeld auch Lou van Burg. Lou van Burg erhielt eine Show angeboten: Der goldene Schuß war eine technisch aufwändige Spielidee, die über ein Jahr Vorbereitung benötigte, bevor sie auf Sendung gehen konnte. Sie fußte auf der berühmten Apfelschuss-Szene aus Friedrich Schillers Wilhelm Tell.
Die Besonderheit war, dass die Zuschauer per Telefon unmittelbar in die Sendung eingreifen konnten: Es gab eine auf einem Stativ montierte, bewegliche Armbrust mit dahinter angebrachter Fernsehkamera. Dabei war die optische Achse des Kameraobjektivs mit der Linie Kimme – Korn – Ziel identisch. So konnten mitspielende Zuschauer am heimischen Fernsehapparat mit den Kommandos Höher, Tiefer, Rechts, Links und Schuss auf eine Zielscheibe schießen, indem ein Kameramann die Aktionen mit verbundenen Augen an einen Joystick ausführte, der sich an einer Säule neben der Armbrust befand. Es handelte sich damit um die erste interaktive Fernsehsendung in Europa. Schützen, die sich im Saal befanden, führten den Schuss direkt mit dem Joystick aus.

## Fernsehgeschichtliche Bedeutung
Die 25. Ausgabe wurde am Abend des 25. August 1967 live von der Deutschen Funkausstellung in Berlin gesendet als erste in Farbe ausgestrahlte Show des deutschen Fernsehens, nachdem das PAL-Farbfernsehen am Morgen desselben Tages eingeführt worden war. Für die Armbrust konnte aber nur die gewohnte Schwarzweiß-Kamera verwendet werden, da Farbkameras noch empfindlich auf Erschütterungen reagierten. Die Veranstaltung fand in der Deutschlandhalle mit 5.000 Zuschauern statt.

## Spielablauf
Die Sendung hatte einen komplizierten Ablauf, weshalb Lou van Burg oder seine Assistentin öfter einmal etwas durcheinanderbrachten und etwa den Spielstand eines Kandidaten falsch berechneten.
Ehrenschuss
Zu Beginn der Sendung gab ein Vertreter der gastgebenden Stadt einen Schuss mit der Armbrust ab, der einen optischen Effekt, beispielsweise ein Feuerwerk, auslöste. Damit wurde die Funktionsfähigkeit des Apparats noch einmal demonstriert.
Qualifikationsschuss
Um teilnehmen zu können, musste dem ZDF eine Postkarte zugesandt werden. In der Sendung wurden diese dann gezogen: zwei Telefonkandidaten, ein Nicht-Telefonkandidat und ein Telefonkandidat aus dem Ausland. Die Telefonkandidaten wurden angerufen und mussten einen Qualifikationsschuss abgeben. Trafen sie nicht, kamen Zuschauer aus dem Publikum zum Zuge, die ebenfalls schießen mussten. Die Gewinner wurden zur nächsten Sendung eingeladen. Der Nicht-Telefonkandidat musste sich für seinen Qualifikationsschuss zur nächsten Sendung in die Wohnung eines Bekannten mit Telefon und Fernsehapparat begeben und wurde im Erfolgsfall zur übernächsten Sendung eingeladen. Die Mitspieler der ersten Ausgabe wurden in einer Einführungssendung ermittelt.
Erste Spielrunde
Die vier Teilnehmer spielten zu zweit gegeneinander und mussten bei einem Geschicklichkeitsspiel, das nichts mit der Armbrust zu tun hatte, Punkte erzielen. Es mussten beispielsweise Bälle geworfen werden.
Prominentenschuss
Ein Prominenter, der bei der Show anwesend war, gab einen Schuss ab. Mit diesem wurde bestimmt, für welchen wohltätigen Zweck das Eintrittsgeld des Saalpublikums zu verwenden ist. Ab Dezember 1966 kam hierfür kein Politiker mehr infrage, da zuvor ein unmittelbar vor der Wahl stehender Volksvertreter für Unmut gesorgt hatte.
Tele-Tell
Von März bis Juni 1966 traten drei Landesschützenmeister an der Armbrust gegeneinander an, um an der Endrunde im August teilzunehmen, in der es um den Titel Tele-Tell ging.
Trickschuss
In der zweiten Spielrunde musste das Siegerpaar der ersten Runde gegeneinander antreten. Dabei wurde der Schützenkönig ermittelt, welcher den goldenen Schuss durchführen durfte.
Der Goldene Schuss
Der Schützenkönig durfte den Goldenen Schuss ausführen. Zwischen Armbrust und Zielscheibe hing ein Beutel mit Gold an einem Faden. Traf der Schützenkönig den Faden, durfte er das Gold nach Hause mitnehmen. Traf er nicht den Faden, aber ins Schwarze der Zielscheibe, durfte er in der folgenden Sendung noch einmal einen Schuss abgeben.

## Showteil
Neben den Spielen gab es in jeder Sendung vier Showblöcke, wobei Lou van Burg in einem Teil auch selber auftrat. Für die musikalische Begleitung sorgte dabei stets Max Greger mit seiner Bigband, der einen Vertrag mit dem ZDF abgeschlossen hatte und deshalb in verschiedenen Shows des Senders zu sehen war. Der erste Showteil folgte dem Qualifikationsschießen und der zweite Teil der ersten Spielrunde. Der dritte Teil fand vor Ermittlung des Schützenkönigs statt, der vierte und längste Teil danach statt.
Für jede Ausgabe gab es ein bestimmtes Motto. Daran war das Bühnenbild, die erste Spielrunde, ein prominenter Gast und auch ein Teil der Showblöcke angepasst. Beispielsweise lautete das Motto einmal Après Ski mit dem prominenten Schützen Luis Trenker, die 16. Folge kam sogar aus dem Spielcasino in Monte Carlo mit Fürstin Gracia Patricia.

## Produktion
Die Idee für die Produktion stammt von Hannes Schmid. Der Zürcher TV- und Theater-Unternehmer Günter Bartosch produzierte mit dem Unternehmen Schmid Productions von Werner Schmid, der mit Hannes Schmid nicht verwandt war, die Sendung für rund 250.000 DM pro Folge, was für eine große Abendshow als günstig galt. Werner Schmid war für den Musical-Teil der Show zuständig. Der Moderator hatte einen Vertrag mit Schmid Productions und bekam 15.000 DM für eine Folge, wobei eine „Wohlverhaltensklausel“ es dem ZDF erlaubte, ihn abzulehnen.
Rechtzeitig zur Einführung des Farbfernsehens wurde die Goldene Kassette entwickelt. Dabei handelte es sich um ein Gerät, in welches der Telefonhörer wie später beim Modem eingelegt werden konnte. Mittels Tastendruck konnte dann die Armbrust direkt gesteuert werden. Dies geschah mit Sinustönen verschiedener Frequenzen, die über die Telefonleitung zu einem zugehörigen Steuergerät an der Armbrust übertragen wurden. Werner Schmid arbeitete im kreativen Bereich mit Hannes Schmid zusammen, war aber alleiniger Copyright-Halter.

## Lou van Burg
Lou van Burg war den deutschen Zuschauern bereits von der vorzeitig abgebrochenen ARD-Show Sing mit mir – spiel mit mir bekannt, weswegen die Einführungssendung dann auch Wiedersehen mit Lou van Burg hieß. Am 4. Dezember 1964 feierte die Show mit dem als „Mr. Wunnebar“ bekannten holländischen Entertainer in der Jahrhunderthalle Hoechst Premiere. Sie wurde rasch populär und ihre Sehbeteiligung lag immer über 40 %, 1967 erreichte sie sogar einmal 72 %. Van Burg präsentierte die Show mit großem Einsatz und unüberhörbar holländischem Akzent, insbesondere bei der Folge aus Monte Carlo konnte er zudem mit seinen Sprachkenntnissen glänzen, kam er doch beim Interview mit Gracia Patricia ohne Dolmetscher aus. Den anfänglich mitunter einfallslosen Fragen an die Gäste halfen nach einiger Zeit die Showautoren mit Themen- und Gagvorschlägen ab.
Lou war noch verheiratet, lebte aber mit seiner 41-jährigen Freundin Angèle Durand zusammen. Auf der Pressekonferenz zur 24. Ausgabe im Juni 1967 berichtete Durand den Journalisten, van Burg habe sie verlassen, um mit seiner Tourneeassistentin eine Affäre zu beginnen. Es handelte sich um die Rheinländerin Marianne Krems; sie war 29 Jahre alt, verheiratet und hatte ein dreijähriges Kind. Darüber berichteten die Bild-Zeitung und verschiedene Illustrierte, was sich zu einem regelrechten Fernseh-Skandal entwickelte. Am 11. Juli 1967 trennte sich das ZDF von van Burg. Der Intendant Karl Holzamer sagte hierzu, dass nicht das Privatleben, sondern die Publikation in allen Boulevardmedien dafür ausschlaggebend gewesen seien. Insbesondere befürchtete man ein Unmut äußerndes Publikum bei der prestigeträchtigen Folge von der Funkausstellung.

## Vico Torriani
Für die Ausgabe von der Deutschen Funkausstellung in Berlin kündigte eine ZDF-Pressemitteilung vom 15. Juli 1967 Rudi Carrell an, der dann aber absagte. Daraufhin sprang Vico Torriani ein, obwohl er sich während der Proben gerade auf einer Bädertournee befand. Ihn behielt man dann auch für die nachfolgenden Ausgaben bei.
Torriani kam ebenfalls gut bei den Zuschauern an, aber nicht so sehr wie sein Vorgänger. So erreichte er bei der telefonischen Zuschauerbefragung nur einen Wert von +3,7 gegenüber +4,5 für Lou van Burg. Torrianis Fähigkeiten lagen mehr im Singen denn im Gespräch mit Gästen, was er nicht für seine Stärke hielt, und wobei er etwas unbeholfen wirkte. Die Sehbeteiligung ließ aber nicht nach und erreichte unverändert Spitzenwerte von über 70 %. Trotzdem wurde die Show im Sommer 1970 mit der 50. Sendung eingestellt, da das ZDF sein Programm für die 1970er Jahre neu gestalten wollte.

## Anekdoten
Seit der Verwendung der Zielscheibe verkündete nach einem erfolgten Abschuss die Assistentin Alexandra Marischka üblicherweise die erreichte Punktezahl, wobei 100 das Maximum darstellte. Bei einem Treffer ins Zentrum der Scheibe erfolgte rituell die Ansage Der Kandidat hat 100 Punkte. Dieser Satz wurde in Teilen der Bevölkerung zu einem geflügelten Wort und im Alltag eine Zeitlang wiederholt verwendet, wenn jemand seine Zustimmung zu einer treffenden Aussage gab. In einer der Sendungen löste die Assistentin insofern großes Gelächter aus, als sie bei einem Treffer am Rande des Scheibenzentrums völlig unüblich verkündete: „Der Kandidat hat 99 Punkte“, was den groben Abstufungen der den Scheibenringen zugeordneten Punktwerte in keiner Weise entsprach.
Vor dem Schießen musste von einem Mitarbeiter namens Peter immer ein Bolzen in die Armbrust eingelegt werden. Vico Torriani gab dazu jedes Mal ebenso rituell die Anweisung: „Bitte, Peter, den Bolzen.“ In einer Ausgabe der Sendung Wetten, dass..? gab es einmal einen ähnlichen Vorgang, bei dem der Moderator Thomas Gottschalk ebenfalls mit den Worten „Bitte, Peter, den Bolzen“ instruierte. Anschließend bemerkte Gottschalk scherzhaft: „Seit dem Goldenen Schuss wissen wir, Bolzen heißen immer Peter.“

## Der goldene Schußbei anderen Fernsehstationen
Ab 1965 lief Der goldene Schuß bei mehreren ausländischen Fernsehstationen, zuerst in den Niederlanden, Belgien und der Schweiz, dort unter dem Namen Tele-Tell unter anderem von Mäni Weber moderiert. Es folgten Frankreich und Italien, später sogar außereuropäische Länder. Mitte der 1970er Jahre lief die Show noch in über 20 Ländern der Erde.
Vom 1967 bis 1975 sendete der Britische Privatsender ITV seine eigene Version des Spiels, The Golden Shot, mit Bob Monkhouse als Moderator.
Der Privatsender SAT.1 sendete eine Neuauflage vom 1. Oktober 1988 bis 1989, zunächst im Rahmen seines Frühstücksprogramms Guten Morgen mit Sat.1, dann als eigenständige tägliche Sendung im Nachmittagsprogramm mit wöchentlich wechselnden Moderatoren (u. a. Rita Werner, Jörg Draeger, Hans-Jörg Karrenbrock und Bodo Henkel).

## Spiel mit Onkel Lou
Bereits 1976 kursierten in Presse Vermutungen über eine Wiederauflage von Der goldene Schuss, aber erst im Januar 1983 kündigte das ZDF eine verkürzte Form des Armbrustschießens an. Mit dem Titel Spiel mit Onkel Lou liefen vom 12. März bis zum 21. Mai 1983 sechs Folgen unter der Regie von Horst Eppinger. Die Sendung lief Samstag um 18.00 Uhr, also parallel zur Sportschau in der ARD, und hatte eine Länge von 50 min. Gegenüber dem Original war der Spielablauf verändert:
Tele-Tip
Es gab vier Mitspieler im Studio. Die Zuschauer im Studio sollten mit einer Wahlkarte denjenigen Mitspieler auswählen, von dem sie glaubten, er werde gewinnen. Unter den richtigen Antworten wurden zwei Teilnehmer für die folgende Ausgabe der Show gezogen.
1. Runde
Die Mitspieler konnten nicht mehr in der ersten Runde ausscheiden, sondern in drei Runden Punkte sammeln. In der ersten Runde mussten sie mit der Armbrust schießen.
Qualifikationsschießen der Telefonkandidaten
Unverändert wurden zwei Postkarten gezogen, um den Absender anzurufen, damit er sich für die Teilnahme an der nächsten Sendung qualifizieren konnte. Auslands- und Nicht-Telefonkandidaten gab es keine mehr.
Trickschießen
In der zweiten Runde wurde ebenfalls mit der Armbrust geschossen.
Prominentenschuss
Ursprünglich hatte man die Idee, mit dem Prominentenschuss einen Showblock auszuwählen, der dann per Videoeinspielung gezeigt werden sollte und gegebenenfalls gekürzt werden konnte. Dann entschied man sich aber dafür, das Lotto am Mittwoch populär zu machen, welches erst im Jahr zuvor eingeführt worden war und für welches das ZDF die Ziehung durchführte. Der Schuss ermittelte, wie oft ein aus den eingesandten Postkarten gezogener Zuschauer kostenlos Lotto spielen durfte.
Kometenschuss
Für die dritte Spielrunde hatte man sich etwas Neues ausgedacht. Die Mitspieler bekamen je 1.000 Punkte und diese Zahl verringerte sich umso mehr, je länger sie brauchten, um den Schuss abzugeben. Anschließend wurden alle Punkte zusammengezählt und in einen DM-Betrag umgewandelt, den die Spieler mit nach Hause nehmen konnten. Derjenige mit den meisten Punkten hatte die Chance, den Betrag mit dem Goldenen Schuss zu verdoppeln.
Der Goldene Schuss
Beim Goldenen Schuss musste erneut ein Faden durchschossen werden, an dem aber kein Goldsack, sondern ein goldener Apfel hing.
Showteil
Nach der ersten Spielrunde und nach den Qualifikationsschießen gab es jeweils einen Showblock.
Spiel mit Onkel Lou hatte mit durchschnittlich 3,7 Mio. Zuschauern enttäuschende Einschaltzahlen. Da überdies die Anrufe der Zuschauer überwiegend negativ ausfielen und sich viele über das inzwischen immense Übergewicht des Moderators beklagten, kam es zu keiner weiteren Staffel mehr. Den Misserfolg unterstützten allerdings auch ein sehr kleines Studio und die Hektik, welche die kurze Sendezeit mit sich brachte. Für Lou van Burg war es die letzte Moderation im Fernsehen.

## Ausstrahlungen im ZDF
Die Sendungen wurden zu folgenden Terminen im ZDF ausgestrahlt.
| Folge | Datum      | Stargäste |
| ----- | ---------- | --- |
| 0     | 26.11.1964 | Einführungssendung Wiedersehen mit Lou van Burg zur Ermittlung der ersten Kandidaten                                               |
| 01    | 04.12.1964 | |
| 02    | 21.01.1965 | |
| 03    | 25.02.1965 | |
| 04    | 25.03.1965 | Louis Armstrong, Jac & Jonny Joe                                                                                                   |
| 05    | 29.04.1965 | |
| 06    | 03.06.1965 | |
| 07    | 26.08.1965 | |
| 08    | 23.09.1965 | Billy Mo, Maria Hellwig, Peter Hinnen, Chaz Chase                                                                                  |
| 09    | 28.10.1965 | Gilbert Becaud |
| 10    | 09.12.1965 | |
| 11    | 20.01.1966 | Caterina Valente, The Kaye Sisters                                                                                                 |
| 12    | 24.02.1966 | |
| 13    | 31.03.1966 | |
| 14    | 12.05.1966 | |
| 15    | 16.06.1966 | |
| 16    | 25.08.1966 | Grace Kelly, Grace Bumbry, Petula Clark                                                                                            |
| 17    | 22.09.1966 | Annabelle Bernard, Ernst Krukowski, die Peanuts (Tokyo)                                                                            |
| 18    | 27.10.1966 | |
| 19    | 01.12.1966 | Wendy Fine, Al Martino, Werner Saladin, Nancy Sinatra, Rohangiz Yachmi                                                             |
| 20    | 26.01.1967 | William Milié, Wencke Myhre, Nancy Wilson                                                                                          |
| 21    | 02.03.1967 | Paul Anka, Senta Berger, Peter Hinnen, Su Regine                                                                                   |
| 22    | 13.04.1967 | Peter Bahring, Josephine Baker, Roy Black, Les Majorettes, Melitta Muszély                                                         |
| 23    | 11.05.1967 | Jan Anderson, Heino Conti, Alain Delon, Margot Eskens                                                                              |
| 24    | 15.06.1967 | Fredy Brock, Françoise Hardy, Gina Lollobrigida (evtl.), Michel Polnareff                                                          |
| 25    | 25.08.1967 | Lisa della Casa, Manuela, Frank Sinatra jr., George London, Charles Aznavour, David Garrick, Marquis of Kensington, The Angels     |
| 26    | 28.09.1967 | The Bee Gees, France Gall, Hans Hass jr., Marion Maerz, Lou Rawls, Helen Shapiro                                                   |
| 27    | 02.11.1967 | Anita Ekberg |
| 28    | 1967       | |
| 29    | 21.12.1967 | Anneliese Rothenberger, Heino, Heintje, Lale Andersen, Nationalballett der Philippinen                                             |
| 30    | 25.01.1968 | Roy Black, Senta Berger, Dorthe, The Golden Dancers, The Hollies, Shmuel Rodensky, Ira von Fürstenberg                             |
| 31    | 22.02.1968 | Domenico Modugno, Jean-Claude Pascal, Vicky Leandros, Herbert Hisel, Carmela Corren, Nina & Frederik, Kris Kruse, Maria de Lourdes |
| 32    | 28.03.1968 | Peter Alexander, Robert Stolz, The Lords, Violetta Ferrari, Richard Anthony                                                        |
| 33    | 16.05.1968 | Heidi Brühl, Zizi Jeanmaire, Richard Anthony                                                                                       |
| 34    | 20.06.1968 | Ursula Boese, Jacob Sisters, The Lords, Manfred Mann                                                                               |
| 35    | 17.10.1968 | Ensemble Hair |
| 36    | 05.12.1968 | Caterina Valente, Heintje, Udo Jürgens                                                                                             |
| 37    | 30.01.1969 | Esther & Abi Ofarim, Fred Bertelmann, Die Westfälischen Nachtigallen, The Golden Dancers                                           |
| 38    | 27.02.1969 | Cliff Richard, Karel Gott, Dunja Rajter, Margit Schramm, Jacqueline Boyer, Nina Lizell                                             |
| 39    | 27.03.1969 | Hildegard Knef, Monika Dahlberg, Peggy March, Jennifer & Bobbejaan, Graham Bonney, Chris Howland                                   |
| 40    | 08.05.1969 | Sandie Shaw, Teddy Stauffer, Elke Sommer, Paola, Louis Neef, Marcel                                                                |
| 41    | 26.06.1969 | Gitte, Peter Kraus, Curd Jürgens, The Johnson Brothers, Teddy Stauffer-Septett, Heidi Kabel, Henry Vahl                            |
| 42    | 28.08.1969 | Anton de Ridder, Ernst Mosch & Egerländer, Rita Streich, Audrey Arno                                                               |
| 43    | 30.10.1969 | Mireille Mathieu, Rita Pavone, Teddy Reno, Pierino, Lolita                                                                         |
| 44    | 04.12.1969 | Marika Rökk, Les Chabres, 3x Neumann                                                                                               |
| 45    | 15.01.1970 | Adamo, Eliana Pittmann, Kurt Stadel, Roy Black                                                                                     |
| 46    | 26.02.1970 | Los Paraguayos, Felicia Weathers, Ivan Rebroff, William Ray                                                                        |
| 47    | 26.03.1970 | Vicky Leandros, Sylvia, Marika Lichter, The Young Society, Slavko Avsenik & die Oberkrainer, Heinz Hoppe, Toni Maier               |
| 48    | 23.04.1970 | Lale Andersen, Mina, Ingeborg Hallstein, Heino                                                                                     |
| 49    | 14.05.1970 | Rex Gildo, Wencke Myhre, Roslyn Kind                                                                                               |
| 50    | 02.07.1970 | Peter Alexander, Heintje, Marlène Charell                                                                                          |

Mittlerweile gelten laut ZDF-Archiv die meisten Bänder der Show als gelöscht. Mitschnitte sind nur noch von den Ausgaben 16, 30, 49 und 50 vorhanden.